# Io ricomincerei
Io ricomincerei è un singolo del cantautore italiano Nek, pubblicato il 4 settembre 2015 come terzo estratto dal dodicesimo album in studio Prima di parlare.

## Descrizione
Il brano è stato composto da Nek e Luca Chiaravalli nel 2014, come la maggior parte degli altri brani dell'album. L'uscita del brano anticipa di un mese l'inizio del tour relativo all'album, Prima di parlare Live, in cui Nek torna a esibirsi dal vivo dopo quattro anni.

Il brano, di genere pop rock, tratta del desiderio di voler riprovare a continuare una storia che ha avuto dei momenti negativi. Sul brano l'autore ha affermato:
Nek ha interpretato per la prima volta il brano in pubblico il 19 settembre 2015, durante la seconda puntata dell'ottava edizione del programma televisivo Ti lascio una canzone.

## Video musicale
Il videoclip, prodotto da Carlotta de Conti e diretto da Gaetano Morbioli, è stato girato in provincia di Verona e mostra il cantante come amico di un uomo che ha litigato con la compagna, al quale quest'uomo confida il suo stato d'animo e al termine del quale video Nek assiste alla riconciliazione della coppia.

## Formazione
Musicisti
- Filippo Nek Neviani – voce, basso, chitarra elettrica
- Biagio Sutriale – chitarra elettrica
- Max Elli – basso, chitarra acustica, chitarra elettrica
- Luca Chiaravalli – pianoforte, tastiera, programmazione, chitarra elettrica
- Gianluigi Fazio – tastiera, cori, programmazione
- Luciano Galloni – batteria

Produzione
- Filippo Nek Neviani – produzione
- Luca Chiaravalli – produzione, registrazione
- Marco Barusso – registrazione, missaggio
- Dario Valentini – assistenza tecnica
- Giordano Colombo – assistenza tecnica
- Antonio Baglio – mastering

## Classifiche
| Classifica (2015)         | Posizione massima |
| ------------------------- | ----------------- |
| Italia (airplay)          | 18                |
| Italia (airplay italiane) | 8                 |